# Ibne Catir
Imade Adim Abu Alfida Ismail ibne Omar ibne Catir (Imâd ad-Dîn Abû al-Fidâ' 'Ismâ`îl ben `Umar ben Kathîr), melhor conhecido apenas como ibne Catir (Bostra, 1300 - ?, 1373), foi um jurista xafeísta, tradicionalista árabe, muçulmano e historiador. Nasceu em 1301 em Bostra, ao sul da actual Síria, e faleceu em 1373.
Escreveu várias obras, entre as quais  se destacam Al-Bidāya wa-n-Nihāya (O Início e o Fim) uma história universal desde a Criação até ao seu tempo, em dez volumes; e   Al-Sira Al-Nabawiyya, (Vida do Profeta Maomé), em 4 volumes, de que existe uma tradução em língua inglesa.